# کبک سیاه
کبک سیاه (نام علمی: Melanoperdix niger) نام یک گونه از کبکیان است که در میان کبک‌ها نسبتاً کوچک است که تا ۲۷ cm طول دارد و منقاری کلفت و پاهای خاکستری و عنبیه چشمانی قهوه‌ای تیره دارد. پرها و منقار پرنده نر سیاه براق است ولی پرنده ماده قهوه‌ای فندقی رنگ با گلوی سفید و منقار شاخی‌رنگ تیره است؛ بنابراین دودیسی جنسی دارد.
کبک سیاه در مالزی شبه‌جزیره‌ای، بورنئو و سوماترا در آسیای جنوب شرقی زندگی می‌کند. پیش‌تر در سنگاپور نیز یافت می‌شد اما در این منطقه منقرض شده است. کبک سیاه گونه‌ای آسیب‌پذیر در سیاهه قرمز گونه‌های در معرض خطر است.